# Tussenin
"Tussenin" is een single van de Vlaamse rapper Brihang. Het nummer werd uitgebracht op 10 mei 2023. Het is afkomstig van zijn vierde studioalbum Droomvoeding dat in oktober dat jaar verscheen.

## Achtergrond
Tijdens de coupletten vertelt Brihang over de uitersten van het leven. In het refrein legt hij uit dat de waarheid ergens in het midden ligt. Deze boodschap wil Brihang overbrengen aan zijn dochter.
Het nummer opent met een akoestische gitaar, ondersteund door een lichte piano. Na de brug wordt het nummer feller. Lucas Palmans van Dansende Beren benoemde de "groteskte beat" na de brug die "uiteindelijk zelfs voor kippenvel zorgt".

## Ontvangst
"Tussenin" kwam binnen op #8 in de Vlaamse Top 30, wat meteen de piekpositie was in die hitlijst. In juli 2023 riep Humo het nummer uit tot een van de 10 beste tracks van het hiphopjaar 2023 tot dan toe. Newsmonkey plaatste "Tussenin" op #22 in hun lijst van 50 favoriete Belgische nummers van het jaar 2023.
- MusicBrainz release group: d412072b-9dec-44b5-a034-9271d64e0a01